# Djabou
Djabou (auch: Diabou, Djabou Kodjoley, Djébou, Djébou Peulh, Dyabou, Kédialey Say, Kojaley) ist ein Dorf in der Landgemeinde Tamou in Niger.

## Geographie
Das von einem traditionellen Ortsvorsteher (chef traditionnel) geleitete Dorf befindet sich rund 20 Kilometer nordöstlich des Hauptorts Tamou der gleichnamigen Landgemeinde, die zum Departement Say in der Region Tillabéri gehört. Zu den Siedlungen in der näheren Umgebung von Djabou zählen Djongoré im Nordwesten, Bokki im Norden, Bokki Sorkeye im Nordosten, Soley Noma im Südosten und Nanifono im Südwesten.
Es herrscht das Klima der Sudanzone vor, mit einer durchschnittlichen jährlichen Niederschlagsmenge zwischen 600 und 700 mm. Diamangou liegt auf einer Hochebene zwischen den Flüssen Diamangou und Goroubi. Die Hänge zu den Flüssen hin erodierten in Schluchten.

## Geschichte
Bei einer Überschwemmung wurde 1998 die Brücke zerstört, die Djabou mit der Stadt Say verband. Dadurch war das Dorf in der Regenzeit von der Außenwelt abgeschnitten.

## Bevölkerung
Bei der Volkszählung 2012 hatte Djabou 905 Einwohner, die in 120 Haushalten lebten. Bei der Volkszählung 2001 betrug die Einwohnerzahl 259 in 27 Haushalten und bei der Volkszählung 1988 belief sich die Einwohnerzahl auf 573 in 71 Haushalten.

## Wirtschaft und Infrastruktur
In Djabou wird ein Wochenmarkt abgehalten. Der Markttag ist Sonntag. Der Markt ist ein wichtiger Umschlagplatz für in der Gegend angebaute Erdnüsse und wird von Händlern aus Niamey, Allambaré, Bokki, Guiémé und Say frequentiert. Djabou ist eine Siedlung von Ackerbauern. Im Ort wird Sesam angebaut. Ein kleiner Damm staut ein Wasserreservoir auf. Es gibt eine Schule im Dorf.